# Krasne (gmina Wojsławice)
Krasne – wieś w Polsce położona w województwie lubelskim, w powiecie chełmskim, w gminie Wojsławice.
W latach 1975–1998 miejscowość należała administracyjnie do województwa chełmskiego.
Wieś jest sołectwem w gminie Wojsławice. Według Narodowego Spisu Powszechnego z roku 2011 wieś liczyła 32 mieszkańców i była 20. co do liczby ludności miejscowością gminy.
Wierni Kościoła rzymskokatolickiego należą do parafii św. Barbary w Turowcu.

## Części wsi
| SIMC    | Nazwa        | Rodzaj    |
| ------- | ------------ | --------- |
| 0109984 | Cztery Słupy | część wsi |
| 1026935 | Stara Wieś   | część wsi |

## Historia
Wieś notowana w dokumentach źródłowych w roku 1466 jako Crasno. W roku 1564 zapisana już jako Krasne. Wymieniona w opisie map Karola de Perthéesa z roku 1796.
W 1827 roku we wsi znajdowało się 19 domów zamieszkałych przez 76 mieszkańców.